# 和佐由紀子
和佐 由紀子（わさ ゆきこ、1975年12月20日 - ）は、元中国放送のアナウンサー。

## 来歴
兵庫県神戸市出身。南山大学卒業。
1998年に中国放送に入社し、同期の沖繁義とともに同局のアナウンサーになる。同局がアナログ放送を行っていた頃には、アナウンス業務と並行して地上デジタル放送推進大使も務めていた。
中国放送に15年間アナウンサーとして在籍の後、2013年3月に退社した。

## アナウンサー時代の担当番組

### テレビ番組
- モテモテ6
- Eタウン
- ごじごじテレビ → ごじテレ。 - 「イブニングニュース」キャスター[4]
- モテモテロックnight
- RCCイブニングワイド - 「イブニング・ニュース広島」担当[5]
- えなりかずき!そらナビ（中部日本放送）[6]
- アォーン! - 助手
- つじもと 地産地消漫菜食堂[6]
- ランキンLand![7]
- RCCニュース6 - 主に金曜担当（2010年6月 - ）[Blog 2]
- 元就。[8]

### ラジオ番組
- 週末情報局 みたり聴いたりコータリン[2]
- デイライト・カフェ
- 中四国ライブネット
- 本名正憲のきょうもゴゴイチ - 木曜担当[6]
- マツダミュージックドライブ（2009年4月 - 2013年3月）[Blog 3][Blog 4]
- 和佐由紀子のうららか日曜日（2009年4月 - 2013年3月）[Blog 5]
- 神足裕司のエネルギー最前線 ミライレポート[7]

## 著書
- ひろしま うららか さんぽ（2010年10月1日、ザメディアジョン、ISBN 978-4-86250-148-6）
- ひろしま うららか さんぽの2（2012年6月3日、ザメディアジョン、ISBN 978-4-86250-217-9）

### ブログ出典
1. ↑  和佐由紀子 (2013年3月29日). “RCC退職のご報告”. アナウンサー日記.   中国放送. 2013年6月14日時点のオリジナルよりアーカイブ。2025年5月8日閲覧。
2. ↑  小林康秀 (2010年6月14日). “熱い戦い？ そして新しいニュース6です。”. RCCテレビニュース6.   中国放送. 2010年12月1日時点のオリジナルよりアーカイブ。2025年5月8日閲覧。
3. ↑  和佐由紀子 (2009年4月4日). “★今週からこの番組を担当します和佐由紀子です♪”. マツダミュージックドライブ 〜和佐由紀子のドライブ日記〜.   中国放送. 2025年5月8日閲覧。
4. ↑  和佐由紀子 (2013年3月30日). “この春、就職や進学と新生活が始まる方… わくわく、そわそわしていませんか？”. マツダミュージックドライブ 〜和佐由紀子のドライブ日記〜.   中国放送. 2025年5月8日閲覧。
5. ↑  和佐由紀子 (2013年3月31日). “「うららか」続く…”. RCCラジオ 和佐由紀子のうららか日曜日.   中国放送. 2013年4月6日時点のオリジナルよりアーカイブ。2025年5月8日閲覧。

### 上記以外の出典
1. 1 2 3  “RCCアナウンサーROOM 〜和佐由紀子〜”.   中国放送. 2002年2月8日時点のオリジナルよりアーカイブ。2025年5月8日閲覧。
2. 1 2 3 4  “見たり聴いたりコータリン パーソナリティ”.   中国放送. 2001年7月1日時点のオリジナルよりアーカイブ。2025年5月8日閲覧。
3. ↑  “[Dpa] 地デジ放送局一覧”.  デジタル放送推進協会. 2008年4月10日時点のオリジナルよりアーカイブ。2025年5月8日閲覧。
4. ↑  “RCC ごじごじテレビ”.   中国放送. 2001年11月18日時点のオリジナルよりアーカイブ。2025年5月8日閲覧。
5. ↑  “RCCアナウンサーROOM 〜和佐由紀子〜”.   中国放送. 2005年7月23日時点のオリジナルよりアーカイブ。2025年5月8日閲覧。
6. 1 2 3  “RCCアナウンサーROOM〜和佐由紀子〜”.   中国放送. 2009年7月21日時点のオリジナルよりアーカイブ。2025年5月8日閲覧。
7. 1 2  “RCCアナウンサーROOM〜和佐由紀子〜”.   中国放送. 2010年7月26日時点のオリジナルよりアーカイブ。2025年5月8日閲覧。
8. ↑  “RCCアナウンサーROOM〜和佐由紀子〜”.   中国放送. 2012年1月5日時点のオリジナルよりアーカイブ。2025年5月8日閲覧。